# سميسمة
سميسمة هي قرية تقع على ساحل دولة قطر الشرقي وتبعد حوالي 30 كم شمال العاصمة الدوحة. هذه القرية تتبع بلدية الضعاين. تتميز سميسمة بشاطئ جميل، ومواقع تراثية قديمة وبها محمية طبيعية.
عاش فيها سكان قطر قديما، وكان أبناء هذه القرية يعملون بالغوص والبحث عن اللؤلؤ. في الصيف وأصحاب سفن وتجارة ومنازلهم أمام البحر مباشرة
والبعض كانوا يعمل على رعي الإبل والأغنام وكانوا يردون من بئر (عوينة أبا حسين) وهي قبل القرية وتبعد 5 كيلو متر .